# Niangxi
Niangxi (kinesiska: 娘西, 娘西乡) är en socken i Kina. Den ligger i den autonoma regionen Tibet, i den sydvästra delen av landet, omkring 720 kilometer öster om regionhuvudstaden Lhasa. Antalet invånare är 2200. Befolkningen består av 1 076 kvinnor och 1 124 män. Barn under 15 år utgör 28,0 %, vuxna 15-64 år 66 %, och äldre över 65 år 5,0 %.
Genomsnittlig årsnederbörd är 848 millimeter. Den regnigaste månaden är juli, med i genomsnitt 215 mm nederbörd, och den torraste är december, med 1 mm nederbörd.